# Johann Friedrich von Cronegk
 (août 2022).
Johann Friedrich von Cronegk, né le 2 septembre 1731 à Ansbach et mort le 1er janvier 1758 à Nuremberg, est un dramaturge, poète et essayiste allemand.